# پنج روز یک تابستان
پنج روز یک تابستان (به انگلیسی: Five Days One Summer) فیلمی محصول سال ۱۹۸۲ و به کارگردانی فرد زینمان است. در این فیلم بازیگرانی همچون شان کانری، بتسی برانتلی، لمبرت ویلسون و آنا مسی ایفای نقش کرده‌اند.